# 杜遷

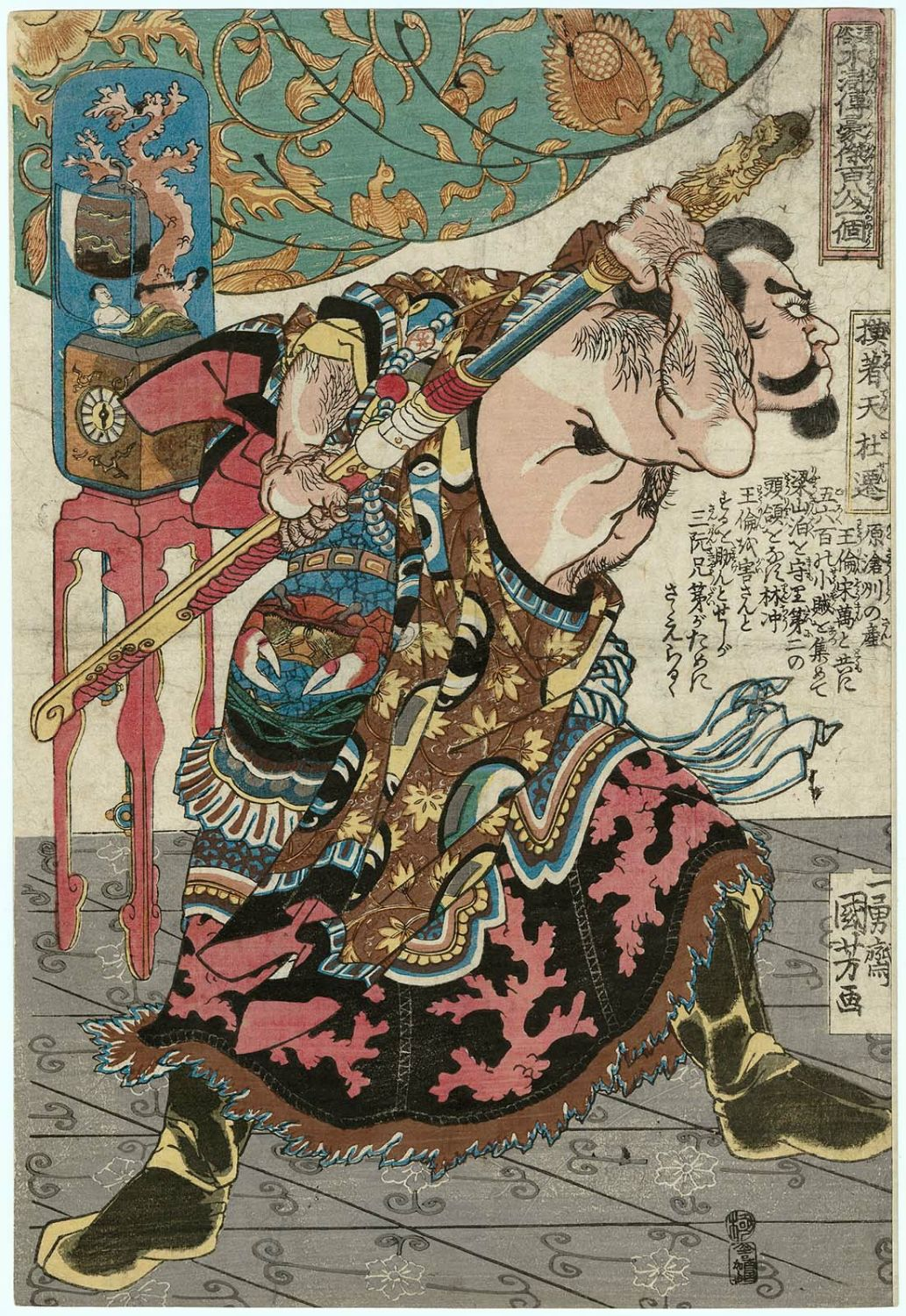
杜遷

杜 遷（と せん）は、中国の小説で四大奇書の一つである『水滸伝』の登場人物。
梁山泊第八十三位の好漢。地妖星の生まれ変わり。渾名は摸着天（もちゃくてん）で、天にも届くという意味。渾名の通りの巨漢であるが、王倫曰く「十人並み」の実力らしい。梁山泊では王倫が初めて篭った時から方臘討伐の最終決戦にかけて属した最古参にあたり、最も長く梁山泊集団に身を置いたといえる。

## 生涯
はじめ科挙に落第した友人の王倫とともに梁山泊で旗揚げ山賊稼業を始め、後に宋万、朱貴らが加わり勢力は拡大、700から800の手下を抱えるまでになり、周囲から恐れられていた。ある日禁軍の槍術師範だった林冲が入山を求めてきた。首領の王倫は豪傑林冲に自身の地位を脅かされはしないかとこれを断ろうとするが、他の仲間と共にこれをとりなし紆余曲折の末、王倫も渋々林冲の入山を認めた。
その後、官憲から逃れてきた晁蓋一行が入山を求めてくるが、王倫はこれも追い返そうとしその浅はかさと自己中心ぶりに激怒した林冲に殺された。杜遷たちは敵討ちもせず、晁蓋に頭を下げて仲間に加えてもらうよう懇願し、頭領の一人として残留した。
その後は糧秣輸送や潜入、留守居など主に裏方として務め、呼延灼の梁山泊攻めにおいての、劉唐とともに韓滔を捕縛するなどの働き以外には余り目立つ手柄は立てなかった。百八星集結後は歩兵軍将校に任命され、梁山泊が朝廷に帰順した後もよく働いたが、方臘討伐の最終決戦で乱戦の中に戦死した。

## 補足
杜遷は水滸伝の元となった南宋の説話集『大宋宣和遺事』において、宋江の36人の仲間の一人「摸着雲・杜千」の名で登場しており、かつては有力な好漢の一人として数えられていたことが解る。ただ他の『水滸伝』の前身となった書物にはその名は見えない（詳細は水滸伝の成立史参照）。